# Stiftsbasiliek Waldsassen
De Stiftsbasiliek Waldsassen is een aan de Maria-Tenhemelopneming en de evangelist Johannes gewijde parochiekerk in de Duitse plaats Waldsassen (Beieren). Het kerkgebouw werd in de huidige vorm tussen 1685 tot 1704 gebouwd en vormde tot 1803 een onderdeel van het Cisterciënzer stift Waldsassen. De stiftskerk behoort tot de mooiste barokke bouwwerken van Duitsland. Het zijn echter vooral de schrijnen met de twaalf Heilige Leiber, met kostbare stenen bezette en in fraaie kleding uitgedoste skeletten van heiligen, die de kerk tot een belangrijke bedevaartsplek maakten. In de kerk worden naast de reguliere erediensten regelmatig concerten uitgevoerd.

## Geschiedenis
Belangrijke bouwmeesters als Georg Dientzenhofer en Abraham Leuthner schiepen met deze pijlerbasiliek een van de meest opvallende barokkerken van Beieren. Kunstenaars uit heel Europa werkten mee aan de decoratie van de kerk. Giovanni Battista Carlone verzorgde het stucwerk en het van rode en zwarte marmer gebouwde hoogaltaar en Jakob Steinfels uit Praag schilderde de fresco's.
Tijdens de secularisatie werd de abdij opgeheven en moesten de circa 80 monniken vertrekken; het bezit werd onteigend en deels door de staat verkocht. Voor de streek betekende de opheffing van de abdij zowel in geestelijk als in economisch opzicht een forse aderlating. De kerk werd vanaf dat moment een gewone parochiekerk.
In 1969 verleende paus Paulus VI de kerk de status van basilica minor.

## Beschrijving
De kerkruimte heeft een totale lengt van 82 meter. Beide zijden van het hoofdschip hebben galerijen en kapellen. In het kapittelkoor bevindt zich een luisterrijk koorgestoelte met schilderijen van de apostelen (1696). De gehele ruimte is voorzien van kostbaar stucwerk. De plafondfresco's verbeelden de scènes van de legendarische stichting van het klooster. Onder het kerkschip bevindt zich de grootste crypte van Duitsland. De barokke reliekenschat betreft de grootste ten noorden van de Alpen. Bijzonder zijn de met juwelen en edelstenen belegde skeletten. Deze skeletten zijn van vroegchristelijke martelaren uit de catacomben van Rome en werden in de 18e eeuw versierd door Adalbart Eder, een Cisterciënzer lekenbroeder en vaardig goudsmit.

## Orgel
Het orgel met 7720 pijpen is een van de grootste orgels in Europa en werd in 1989 in de barokke orgelkas uit 1738 gebouwd door orgelbouwer Georg Jann.

## Heilige Leiberfest
Elk jaar wordt op de eerste zondag in augustus het zogenaamde Heilige Leiberfest ter ere van de vroegchristelijke martelaren gevierd. Het initiatief daartoe kwam van de abt Alexander Vogel (1698-1756). In 1688 verwierf het stift Waldsassen met de heilige Deodatus de eerst catacombe-heilige voor de nieuw te bouwen kerk. In de jaren daarop lukte het de opeenvolgende abten meer complete skeletten van heiligen uit de Romeinse catacomben te verkrijgen. Het feest wordt reeds meer dan 250 jaar gevierd.

## De geschonden Heiland
De verering van het beeld Der geschändete Heiland (de geschonden Heiland) is van recentere datum. Op 6 februari 1951 werd door een groep soldaten in Wies, een klein dorpje in Egerland net over de grens in Tsjecho-Slowakije, een bedevaartskerk afgebroken. Een van de soldaten nam uit de kerk een kruis mee naar buiten en plaatste zijn voet op het kruis om het Christusbeeld met zijn handen van het kruis te rukken, waardoor beide armen braken. Daarop gooide hij het kruis samen met het vernielde corpus in een vuur. Maar al snel bedacht hij zich en haalde het corpus weer uit het vuur, legde vervolgens een strop om de romp en hing het boven het vuur tussen twee boomstammen op, zodat het beeld als aan de galg boven een brandstapel bleef bungelen. Aan de Duitse zijde van de grens sloeg een politiebeambte op afstand alles gade en nadat de soldaten de aftocht bliezen trok hij de grens over om het Christusbeeld te redden. Hij nam het beeld mee naar de Duitse kant en overhandigde het daar aan de pastoor van Waldsassen. Deze pastoor gaf het beeld ten slotte een plek in de parochiekerk. Sindsdien wordt het beeld van de geschonden Heiland als genadebeeld in de kerk door vele bedevaartgangers vereerd. De bedevaartsdag is elke zondag na het feest van de Kruisverheffing (14 september).